# Nancy Olson
Nancy Ann Olson (Milwaukee, Wisconsin; 14 de julio de 1928) es una actriz estadounidense, nominada al Óscar a la mejor actriz secundaria por Sunset Boulevard en 1950.

## Biografía
Hija de Evelyn (de soltera Bergstrom) y Henry J. Olson. Estuvo casada con el letrista Alan Jay Lerner, tuvo dos hijas, Liza y Jennifer. Se divorció en 1957.
En 1962 se casó con un ejecutivo de Capitol, Alan W. Livingston, el cual murió en 2009; tuvieron un hijo, Christopher.

## Filmografía (selección)
- 1974: Aeropuerto 75 (Airport 1975), de Jack Smight
- 1963: Son of Flubber, de Robert Stevenson
- 1961: Un sabio en las nubes, de Robert Stevenson
- 1953: So Big, de Robert Wise
- 1951: La fuerza de las armas (Force of Arms), de Michael Curtiz
- 1951: La amarga obsesión (Submarine command), de John Farrow
- 1950: Union Station (Union Station), de Rudolph Maté
- 1950: Sunset Boulevard (Sunset Boulevard), de Billy Wilder
- 1948: Portrait of Jennie, de William Dieterle

## Premios y distinciones
Premios Óscar
| Año  | Categoría               | Película                    | Resultado |
| ---- | ----------------------- | --------------------------- | --------- |
| 1951 | Mejor actriz de reparto | El crepúsculo de los dioses | Nominada  |